# The Models (chương trình truyền hình Mông Cổ)
The Models (hay còn được biết trước đó là Моngolia's Next Top Model và viết tắt là MNTM) là một chương trình truyền hình thực tế của Mông Cổ, được dựa theo chương trình America's Next Top Model của Tyra Banks, bao gồm sự góp mặt của một nhóm cô gái trẻ cạnh tranh cho danh hiệu Mongolia's Next Top Model và một cơ hội bắt đầu sự nghiệp của họ trong ngành người mẫu. Chương trình bắt đầu được phát sóng trên kênh Edutainment TV vào ngày 15 tháng 1 năm 2017.
Vào tháng 8 năm 2021, Edutainment TV sẽ cho ra mùa thứ ba với tên mới là The Models.

## Định dạng
Mỗi mùa của Mongolia's Next Top Model thường bắt đầu tập đầu tiên với khoảng 22 thí sinh được chọn từ hàng trăm cô gái đăng kí dự thi, và vào cuối tập thì ban giám khảo sẽ chọn ra 16 cô gái sẽ thi đấu trong cuộc thi. Các thí sinh sẽ được đánh giá hàng tuần về ngoại hình tổng thể, phần thể hiện vào các thử thách và những bức ảnh đẹp nhất của họ được chụp từ buổi chụp ảnh của tuần đó. Mỗi tập sẽ có một thí sinh bị loại, tuy nhiên trong một số trường hợp hiếm hoi thì ban giám khảo đưa ra quyết định loại trừ kép hoặc không loại trừ. Buổi diện mạo mới sẽ được trao cho các thí sinh sớm trong mùa giải (thường là sau lần loại đầu tiên).
Vào mùa thứ hai, chương trình đã thay đổi hoàn toàn mới khi cho phép các thí sinh đến từ các vùng Mông Cổ ở Buryatia và Nội Mông tham gia cuộc thi. Và lần đầu tiên các thí sinh sẽ có một chuyến đi đến một điểm đến quốc tế ở một vài chặng đường của mùa giải.

## Các mùa
| Mùa | Phát sóng            | Quán quân                               | Á quân                                                 | Các thí sinh theo thứ tự bị loại | Tổng số thí sinh | Điểm đến quốc tế               |
| --- | -------------------- | --------------------------------------- | ------------------------------------------------------ | --- | ---------------- | ------------------------------ |
| 1   | 15 tháng 1 năm 2017  | Tserendolgor Battsengel                 | Baljidmaa Yundenbat                                    | Ikhertsetseg Ganbold, Tümenjargal Batjargal, Büjinlkham Dorjsuren, Benderïya Monkhoo, Dashbaljid Monhzul, Jagzmaa Bayarjargal, Anu-Üjin Batzorig, Mandkhai Shumiyaa, Sarangerel Tumbish, Bat-Oÿuun Battsetseg, Ijiltsetseg Ganbold, Ankhbayar Munkh-Erdene, Oÿuunbileg Enkh-Amgalan, Nomin-Erdene Tuvshinjargal | 16               | Không có                       |
| 2   | 6 tháng 10 năm 2018  | Anujin Bayan-Erdene Chamia Chimedtseren | Alina Dansaranova Misheel Nasanjargal Odnoo Enkhtaivan | Udval Yo., Tergel Munkhbayar, Anulan Uelun, Agru T., Batkhand Sem., Badmaarag Narmandakh, Jerry Baatarchuluun, Suvdaa Oyuunsuvd, Tomi Baatarchuluun, Beligma Yansanova, Goyokhon Zhao | 16               | Ordos Bayan Nur Arxan Buryatia |
| 3   | 24 tháng 10 năm 2021 | Hanna Buyankhishig                      | Khatnaa Naranbyamba                                    | Undraa Mönkhbaatar, Mendy Amgalanbaatar, Anu Timüüjin & Khulanii Gansukh, Darikona Damdinsuren, Naraa Ganbaatar, Undrakh Tumurchudur, Sondor Ganzul, Akuna Khatanbaatar & Dino Beina-Erdene, Nuna Tungalagtamir, Dieu Erkhembayar & Zaya Bagakhuu, Tsolmon Gantulga                                             | 16               | Không có                       |

## Tai tiếng
Cái chết của Chamia Chimedtseren
1 ngày trước khi tập 4 của chương trình được phát sóng, thí sinh Chamia Chimedtseren đến từ Ulaanbaatar được phát hiện đã chết sau khi bị cáo buộc tự tự từ trên tầng 11 của một tòa nhà trong một số câu chuyện. Một cuộc điều tra xung quanh bản chất cái chết của cô ấy đã được khởi động ngay sau đó, dẫn đến việc phát sóng chương trình bị hoãn lại. Vài tuần sau, chương trình đã tiếp tục phát sóng các tập tiếp theo theo lịch trình bình thường vì cha mẹ của Chamia đã viết thư xin chương trình phát sóng tiếp để coi như tưởng nhớ đến cô. Điều đó đã dẫn tới một sự phản đối kịch liệt của công chúng khi phát sóng mùa giải, vì không biết Chamia đã tiến được bao xa vào cuộc thi do tính chất của các tập được ghi hình trước, và còn có thêm sự nghi ngờ về cách mùa giải sẽ diễn ra trong trường hợp Chimedtseren đã tiến vào đêm chung kết trực tiếp, vẫn chưa diễn ra.
Tuy nhiên sau khi tập 11 được phát sóng, cảnh sát điều tra thì phát hiện đây có vẻ là một vụ giết người chứ không phải tự sát. Và gia đình của Chamia đã nghi ngờ Odnoo (một thí sinh cũng vào top 5) là hung thủ vì Chamia từng nói với gia đình cô rằng cô rất sợ Odnoo. Người thân của Chamia cũng từng gọi cho Badmaarag (người bị loại ở tập 6 và là người duy nhất thể hiện sự đau xót khi Chamia ra đi trên mạng xã hội) về Chamia trong quá trình thi. Và khán giả còn ném đá dữ dội hơn khi biết Nora và Odnoo đã quen biết nhau từ trước và đặc biệt hơn nhiều người cho rằng cô là người gây ra cái chết kia và thông đồng với Nora để loại hết các thí sinh người Nội Mông. Các khán giả, cho rằng nhà sản xuất đã che giấu họ cũng như việc tiếp tục phát sóng dù Chamia đã qua đời hay việc không quan tâm và giúp đỡ gia đình Chamia lúc ấy. Sự việc này đã không còn là drama của một show thực tế nữa, nó dần trở thành 1 vấn đề mang tính xã hội. Ngay lập tức nhà sản xuất đã tiến hành họp báo kín và giải thích rõ các cáo buộc trên. Nhà sản xuất đã buộc phải xóa tất cả các video trên kênh Youtube của chương trình.
Đêm chung kết của chương trình, được tổ chức với 4 thí sinh còn lại vào ngày 17 tháng 1 năm 2019. Anujin Bayan-Erdene được chọn là người chiến thắng cuộc thi. Ở đầu đêm chung kết, chương trình đã làm một buổi lễ tưởng niệm đã được tổ chức cho Chamia và em trai của cô đã nhận được cúp lưu niệm và giải thưởng mặt tiền trị gái ₮20.000.000 thay cho Chimedtseren cho những nỗ lực của cô trong cuộc thi. Tập cuối cùng được phát sóng vào ngày 20 tháng 1 năm 2019.
Bí ẩn của mùa 2
Sau khi tập 11 được phát sóng, khán giả đã leak một đoạn video ở tập 4 và đã biết được rằng chương trình đã biên tập để khán giả nghĩ rằng Nora đang khiển trách các thí sinh. Nhưng thực chất là sau quyết định Agru bị loại thì Chamia và Goyokhon cảm thấy bất công cho Agru vì với một thí sinh có nhiều kinh nghiệm như cô mà bị loại sớm như vậy thật khó hiểu. Goyokhon cùng Chamia và Suvdaa quyết định nói với Nora Dagva về ý định dừng cuộc chơi của họ và Suvdaa bắt đầu khóc khiến Nora mới khiển trách họ. Thêm vào đó, có nhiều thông tin cho rằng top 3 thực sự của chương trình là Alina Dansaranova, Chamia Chimedtseren và Odnoo Enkhtaivan.